# Кпалиме

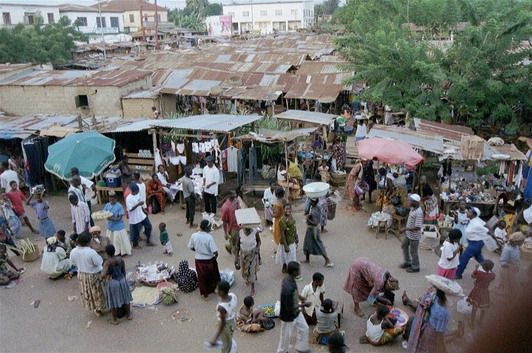
Рынок в Кпалиме.

Кпали́ме (фр. Kpalimé; до 1974 года Палиме, фр. Palimé) — город в Того. Кпалиме — один из крупнейших городов Того и важный сельскохозяйственный и транспортный центр. В доколониальный период был известен под названием Аго́ме-Пали́ме.

## История
C древних времён на территории нынешнего города проживал народ эве. В 1855—1914 годах город находился под властью немцев, в 1914—1919 годах — англичан, в 1919—1960 годах — французов.

## География
Город Кпалиме находится на крайнем юго-западе страны, у границы с Ганой, в области Плато. Является административным центром префектуры Клуто.
Расстояние между Кпалиме и столицей страны Ломе составляет 110 км. Климат в Кпалиме мягкий, горный.
К юго-востоку от города находится пик Бауман — высочайшая точка Того.
| Показатель | Янв. | Фев. | Март | Апр. | Май | Июнь | Июль | Авг. | Сен. | Окт. | Нояб. | Дек. | Год |
| --- | ---- | ---- | ---- | ---- | --- | ---- | ---- | ---- | ---- | ---- | ----- | ---- | --- |
| Средний максимум, °C | 17   | 12   | 16   | 14   | 17  | 18   | 19   | 18   | 17   | 18   | 22    | 17   | 12  |
| Средний минимум, °C | 12   | 11   | 13   | 14   | 13  | 11   | 13   | 11   | 14   | 13   | 16    | 13   | 11  |
| Норма осадков, мм | 24   | 27   | 66   | 102  | 78  | 84   | 69   | 42   | 132  | 75   | 42    | 21   | 762 |
| Источник: Kpalime, Togo. World Weather Online (англ.). worldweatheronline.com. Дата обращения: 11 февраля 2013. Архивировано 16 февраля 2013 года. |      |      |      |      |     |      |      |      |      |      |       |      |     |

## Население
Численность населения — 75 084 человек (2010). По оценке 2013 года население города составило 83 606 человек. В городе Кпалиме и его окрестностях проживают преимущественно представители народа эве.

## Инфраструктура
Кпалиме — центр сельскохозяйственного региона, известного плантациями кофе и какао-бобов, других культур (кукуруза, маниок). Также является крупным региональным торговым центром (ткани, овощи и фрукты и т. д.).
Город Кпалиме связан со столицей страны автомобильной и железной дорогами.

## Достопримечательности
- Католическая церковь Святого Духа (1913 год), построенная ещё германскими колониальными властями. В 2003 году была отреставрирована.
- Остатки старой железной дороги Ломе — Кпалиме и бывшего вокзала, построенного в 1907 году в честь дня рождения германского императора.
- Кладбище, сохранившееся со времён германских колониальных властей.

## Города-побратимы
- Брессюир[5]